# Eduardo Cavieres
Eduardo Lincoyán Cavieres Figueroa (Valparaíso, 16 de agosto de 1945-12 de diciembre de 2021), fue un historiador y académico chileno galardonado en Chile con el Premio Nacional de Historia 2008. Sus mayores aportes están en el campo de la historia económica de Chile de los siglos XVIII y XIX y en la historia social de la región andina compartida por Bolivia, Perú y Chile.

## Vida
Fue profesor normalista, en 1976 se licenció en Historia por la Pontificia Universidad Católica de Valparaíso. En 1982 obtuvo un Magíster en Historia por la Universidad de Madison (Estados Unidos), y en 1987 el Doctorado en la misma disciplina por la Universidad de Essex (Inglaterra). Durante sus últimos años ejerció como académico en el Instituto de Historia de la Pontificia Universidad Católica de Valparaíso y en la Universidad de Chile.
Fue padre de la académica y toxicóloga de la Universidad de Valparaíso, María Fernanda Cavieres.

## Carrera
Fue profesor invitado en París III Sorbonne Nouvelle  (Instituto de Altos Estudios para América Latina); Universidad de San Miguel de Michoacán, Universidad de Guadalajara, ambas de México; Universidad Nacional de San Juan, Universidad de Córdoba, Universidad de Buenos Aires, en Argentina; Universidad Internacional de Andalucía, Programa Magíster CSIC-Fundación Carolina; Programa Oficial de Posgrado (Máster) Universidad de Alcalá e Instituto Universitario de Investigación Ortega y Gasset, Madrid, España.
Asimismo, ofreció seminarios en la Universidad de Lima, Perú; en la Facultad de Económicas, Sevilla, España; en la Universidad de San Diego, en la Universidad de Minnessota y en la Webster University, Estados Unidos.

## Obras

### Libros
- Comercio chileno y comerciantes ingleses, 1820-1880 (1988)
- El comercio chileno en la economía. Mundo colonial (1996)
- Sociedad y mentalidades en perspectiva histórica  (1998)
- Servir al Soberano sin detrimento del vasallo. El comercio hispano colonial y el sector mercantil de Santiago de Chile en el siglo XVIII (2003)
- Chile-Perú. La historia y la escuela. Conflictos nacionales, percepciones sociales (2006)
- Chile-Perú, Perú-Chile. Desarrollos políticos, económicos y culturales, 1820-1920 (2005)
- Del altiplano al desierto. La construcción de espacios y la gestación de un conflicto. Bolivia, Chile y Perú desde fines de la colonia a la primera mitad del siglo XIX (2007)
- Circulando mercaderías, construyendo una economía: Historia del comercio en Chile, siglos XVIII-XX. Del comercio colonial a los centros comerciales actuales (2010)
- Sobre la Independencia de Chile: el fin del Antiguo Régimen y los orígenes de la representación moderna (2012)
- El oficio del historiador: Entre pasados y futuros (2019)
- 2020 (antes y después): Persistencias de las desigualdades; fragilidad de las libertades (2020)
- Así lo viví: Adolfo Zaldívar y el camino propio (2021)

### Artículos
- Educación y sociedad en los inicios de la modernización en Chile, 1840-1880 (1989)
- Mercados y espacios extrarregionales en la economía chilena del siglo XVIII. Fuentes y perspectivas (1994)
- Liberalismo y financiamiento del Estado: Un problema secular. Chile, 1860-1930 (1996)
- Del crédito tradicional colonial al crédito moderno. Perspectivas y fuentes. Chile: El crédito de la periferia (1996)
- Expansión del capitalismo periférico en el Pacífico sur, siglo XIX. Crecimiento económico dependiente (1998)
- Medir y pensar la historia (1999)
- La organización de la Hacienda pública chilena, 1817-1822: Las bases de una experiencia exitosa ¿Ideas o decisiones? (2000)
- Anverso y reverso del liberalismo en Chile, 1840-1930 (2001)
- El sinceramiento de la vida privada y la recuperación de lo público, individuos, prácticas y familia a través de testamentos en Valparaíso de 1860 (2006)
- La historia regional en perspectivas historiográficas: problemas temáticos y metodológicos (2006)
- Desplazando el escenario: Los araucanos en el proceso de Independencia de Chile (2009)
- Francisco Bilbao. Análisis del texto y proyecciones temáticas: ayer y hoy, ¿es posible la integración latinoamericana? (2009)
- En busca de la identidad: Del autogobierno a la ruptura con España (2010)
- Lo deseado y lo ejecutado: Ideas y acciones, temas y problemas sobre la Independencia nacional, las representaciones y la construcción del Estado (2010)
- El Bicentenario en reflexiones temporales: el legado de 1810 y las responsabilidades de la historia (2010)
- Mercados y comercio informal en el Chile de la transición de Colonia a República (2011)
- Región y nación: Relaciones vecinales, historia e integración. Desafíos pendientes y tareas inconclusas (2013)
- ¿Neomalthusianismo o falta de desarrollo social?: A propósito de población y oportunidades en Arica en las últimas décadas (escrito junto con Pablo Chávez Zúñiga) (2014)
- Las incertidumbres del tiempo en presente y la recuperación de la conciencia de ser (2016)
- La guerra de Chile contra la Confederación Perú-Boliviana (1836-1839): El trigo y la agricultura como bases de un proyecto nacional (escrito junto con Gonzalo Serrano del Pozo) (2018)